# Gmina zamorska
Gmina zamorska (nld. openbaar lichaam, pap. entidat públiko, ang. public body, dosł. ciało publiczne) – w podziale administracyjnym Królestwa Niderlandów jest organem administracji publicznej, posiadającym osobowość prawną, szczególne uprawnienia i wykonującym określone zadania na danym terytorium. Zasady są określone są w Konstytucji Królestwa Niderlandów, najwyższym organie ustawodawczym w tym kraju. Działa niezależnie, może zawierać umowy, zatrudniać pracowników, zarządzać funduszami, a także nawiązywać partnerstwo publiczno-prywatne. Jednostka administracyjna powstała w 2010 r., posiada Zarząd Ogólny (Algemeen Bestuur) oraz Zarząd Dzienny (Dagelijks Bestuur). Jej mieszkańcy posiadają identyczne prawa, jak mieszkańcy Unii Europejskiej.
Holandia posiada trzy gminy zamorskie, które znajdują się w Ameryce Północnej i Ameryce Południowej, w archipelagu Małych Antyli, zlokalizowane na Morzu Karaibskim:
| Lp. | Nazwa                  | Kontynent          | Powierzchnia (km²) | Liczba mieszkańców 1 stycznia 2024 | Gęstość zaludnienia |
| --- | ---------------------- | ------------------ | ------------------ | ---------------------------------- | ------------------- |
| 1.  | Bonaire (pap. Boneiru) | Ameryka Południowa | 288                | 25 133                             | 87                  |
| 2.  | Saba                   | Ameryka Północna   | 13                 | 2060                               | 158                 |
| 3.  | Sint Eustatius         | Ameryka Północna   | 21                 | 3204                               | 153                 |

Gminy zamorskie są jednocześnie wyspami, nazywanymi również BES (BES-eilanden). Nazwa ta pochodzi od ich pierwszych liter Bonaire, Sint Eustatius, Saba). Są kontrolowane oddzielnie. Wyspy te określa się również jako „gminy specjalne” (nld. bijzondere gemeente).